# Héctor Baley
Héctor Rodolfo Baley (født 16. november 1950 i San Nicolás, Argentina) er en tidligere argentinsk fodboldspiller, der som målmand på Argentinas landshold var med til at vinde guld ved VM i 1978 på hjemmebane. Han deltog også ved VM i 1982. Ved begge slutrunder var han dog tilknyttet truppen som reserve for førstevalget Ubaldo Fillol. I alt nåede han at spille 13 landskampe.
På klubplan spillede Baley for Estudiantes de La Plata, Colón, Huracán Independiente og Talleres, alle i hjemlandet. Med Independiente vandt han i 1978 det argentinske mesterskab.

## Titler
Copa Libertadores
- 1978 (Nacional) med Independiente

VM
- 1978 med Argentina